# علم باثولوجي
العلوم الباثولوجية، أو علم الأبحاث الكاذبة، هي مجال من مجالات البحث الذي يبدوا علميا لكنه يحقق النتائج «بخداع أشخاص للتوصل إلى نتائج زائفة... عن طريق التأثير الشخصي أو بالتفكير الرغبوي أو بالتفاعلات الإشرافية».  استخدم إيرفينج لانغموير، الكيميائي الحائز على جائزة نوبل، المصطلح لأول مرة  خلال ندوة في مختبر أبحاث نولز عام 1953. قال لانغموير إن نتائج أبحاث التي تتم باسلوب علم الباثولوجية لا«تختفي» وتبقى منتشرة لفترة طويلة الإثبات بأنها «خاطئة» من قبل غالبية العلماء في هذا المجال. ووصف العلوم الباثولوجية «بعلم الأشياء التي ليست كذلك.» 
يقول بارت سيمون بإنها من يين الممارسات التي قد تبدوا بأنها علم وتتبع فئات العلوم الزائفة، وعلوم الهواة، والعلوم المنحرفة أو المخادعة، والعلوم السيئة، والعلوم غير المرغوب فيها، والعلوم الشعبية والعلوم المرضية، وعلم "عباد الحمولة" وعلم الفودو". ومن أمثلة العلوم الباثولوجية: قنوات المريخ وإشعاعات N والمياه المبلمرة والإندماج البارد. إن النظريات والاستنتاجات وراء كل هذه الأمثلة مرفوضة حاليا أو تتجاهلها غالبية العلماء.

## تعريف

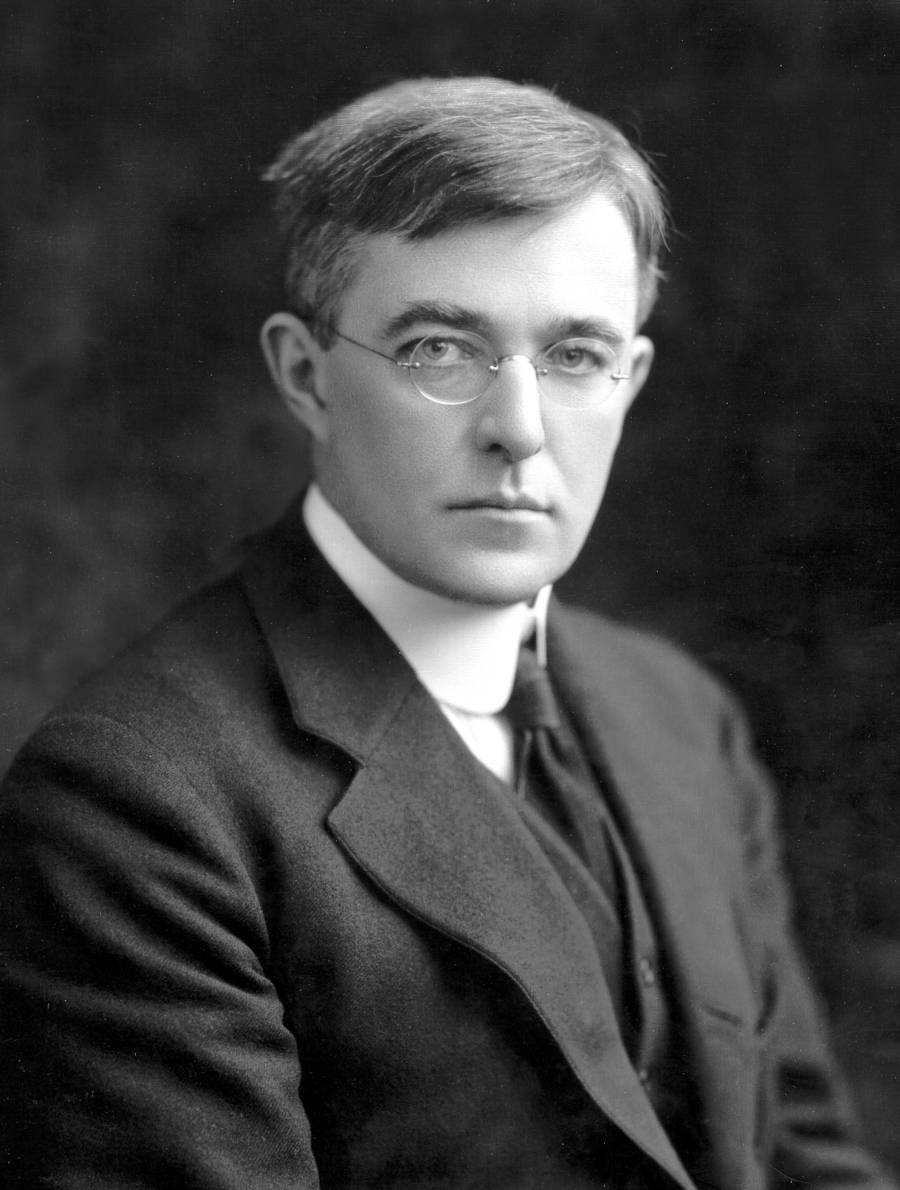
صاغ ايرفينغ لانغموير عبارة علم باثولوجي في حديث عام 1953

العلم الباثولوجي، على النحو الذي حدده لانغموير هو عملية نفسية يقوم فيها الباحث بأسلوب مطابق للطرق العلمية، لكن من غير وعي، يبتعد عن الأسلوب العلمي ليبداء بتفسير البيانات باثولوجيا بالتمني (انظر تأثير المراقب المتوقع، والتحيز المعرفي). بعض خصائص العلوم الباثولوجية هي:
- يستعمل عوامل مهمشة في نتائج البحث لينتج نتائج بتأثير أقصى بينما حجم العوامل الستعملة هي هامشية ومستقلة بشكل كبير عن شدة السبب.
- التأثير المنتج هو قليل نسبيا وبحجم قريب من حد قابلية الكشف، أو أنه يجب القيام بالعديد من القياسات الأضافية الضرورية لتكوين أهمية إحصائية ذات معنى.
- يتم إدراج في نتائج البحث عن حصول نتائج دقيقة بشكل كبير.
- إدعاء بحصول نتائج مبهرة تعاكس ما يظهره البحث.
- تتم مواجهة الانتقادات بأعذار خاصة.
- تبدوا نسبة المؤيدين مرتفعا مقارنة بالمعارضين ثم تنخفض تدريجياً إلى حد النسيان.

لم يكن يقصد لانغموير بتحديد التعريف بدقة؛ انما كان ببساطة عنوان محاضرته على بعض أمثلة «العلم الغريب». كمثل أي محاولة لتحديد الجهد العلمي، يمكن دائمًا العثور على أمثلة وأمثلة مضادة.

## أمثلة لانغموير

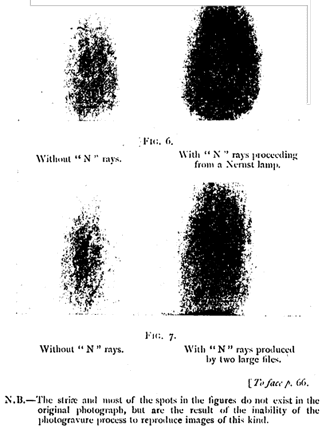
رسم من بخث بروسبر رينيه بلوندلوت : "التسجيل عن طريق التصوير الفوتوغرافي للعمل الذي أنتجته إشعاعات إن على شرارة كهربائية صغيرة". نانسي، 1904.

### أشعاعات أن
تعتبر نظرية أشعاعات أن (N Rays) من العلوم الباثولوجية المشهورة.
في عام 1903 لاحظ العلماء الذين كانو يعملون على تجارب الأشعة السينية إشعاعًا جديدًا مرئيًا جديدا يمكنه اختراق الألومنيوم. سموا هذه الإشعاعات بالأشعة-إن وقاموا بابتكار تجارب لتحديدها. ادعى بروسبير رينية بلوندلوت أن هذه الأشعة تسببت في تفاعل بصري صغير، أصغر من أن يتم رؤيتها تحت الإضاءة العادية، ولكنها مرئية فقط عند إزالة معظم مصادر الضوء العادية وكان الهدف بالكاد مرئيًا.
قام العالم روبيرت وود بتحدي أسلوب بلوندلوت قائلا عدم صلاحية تجربة تحاول الوصول إلى نتائج تصل إلى 0.01 ملم عبر فتحة وسعها 2 ملم، فرد عليه "بلوندلوت من روعة الأشعة إنها لا تعمل تحت نفس النظم الفيزيائية المعروفة. وعندما طلب إعادة التجربة بغرفة مظلمة كاملة، قام وود بالخفاء بتخريب التجربة إلا أن بلوندلوت وصل إلى نفس النتيجة. وهذا كان مدعاة سخرية العلماء من بلوندلوت واصبحت تجربته مادة للدلالة على العلم الكاذب.

### أمثلة أخرى
- تأثير ديفيس-بارنز (1929) (بعد البروفيسور بيرغن ديفيس من جامعة كولومبيا)
- أشعة ميتوجينيتيك (1923) (ألكساندر غورويتش وآخرون) [8]
- تأثير أليسون (1927) (بعد فريد أليسون) [9]
- التصور خارج الحواس (1934)، حيث تجاهل الراين بوعي نتائج الاختبارات المخالفة لأنه شعر أنه لا يمكن أن يكون صحيحًا.
- تحلق الصحون والأجسام الغريبة في أواخر الأربعينيات وأوائل الخمسينيات.
- المياه المتدلية
- القنوات المريخية (التي لوحظت في أواخر القرن التاسع عشر وأوائل القرن العشرين، والتي اكتشف أنها أوهام بصرية.)[10]
- المياه المبلمرة
- الآثار البيولوجية للمجالات المغناطيسية (انظر علم الأحياء المغناطيسية والعلاج بالمغناطيس) باستثناء التجهة المغنطيسية.

## أمثلة أحدث

### المياه المبلمرة
نظرية المياه المبلمرة تقول عن وجود شكل من أشكال المياه التي يبدو أن لديها نقطة غليان أعلى بكثير ونقطة تجميد أقل بكثير من الماء العادي. تم نشر العديد من المقالات حول هذا الموضوع، وتم إجراء البحوث حولها في جميع أنحاء العالم بنتائج مختلطة. في النهاية تم تحديد أن العديد من خصائص المياه المتعددة يمكن تفسيرها عن طريق التلوث البيولوجي. لكن عندما قامت التجارب في أجواء نظيفة جدية ل للأواني الزجاجية المستعملة ووللضوابط التجريبية، لم يعد بالإمكان إنتاج المياه المبلمرة. استغرق الأمر عدة سنوات لموت مفهوم المياه المتعددة على الرغم من النتائج السلبية التي آثبتت عدم صحتها.

### الإندماج البارد
في عام 1989، أعلن مارتن فليشمان وستانلي بونز اكتشاف إجراء بسيط ورخيص للحصول على الاندماج النووي في درجة حرارة الغرفة. على الرغم من وجود العديد من الحالات التي تم فيها الإبلاغ عن النتائج الناجحة، إلا أنها كانت تفتقر إلى الاتساق، وبالتالي أصبح الانصهار البارد مثالاً على علم الباثولوجي. لم توصِ اللجنة التي دعت إليها وزارة الطاقة الأمريكية، إحداهما عام 1989 والثانية عام 2004، إلى برنامج فيدرالي مخصص لبحوث الانصهار البارد. يواصل عدد صغير من الباحثين العمل في هذا المجال.

### ذاكرة الماء
في عام 1988، نشر جاك بنفينست، عالم المناعة الفرنسي، بحث في المجلة العلمية المرموقة " نيتشر" واصفا عمل التخفيفات الشديدة للغاية لالأجسام المضادة لـ IgE حول تحلل الخلايا القاعدية البشرية، وهي نتائج بدا أنها تدعم مفهوم المعالجة المثليةت. لقد حير علماء الأحياء من نتائج بنفنست، حيث بقيت جزيئات الماء فقط من دون جزيئات الجسم المضاد الأصلي، في هذه التخفيفات العالية. وخلص بنيفنست إلى أن تكوين الجزيئات في الماء كان نشطًا بيولوجيًا. التحقيقات اللاحقة لم تدعم نتائجه.

## قراءة معمقة
- كارول، روبرت تود، " العلوم المرضية ". قاموس المشككين .
- بايبيريان، جان بول (2007). "علم المادة المكثفة النووية (Condensed Matter Nuclear Science (Cold Fusion): An Update)" (PDF). الدورية العالمية حول علوم الطاقة النووية والتكنولوجيا. (International Journal of Nuclear Energy Science and Technology). ج. 3 ع. 1: 31–43. DOI:10.1504/IJNEST.2007.012439. مؤرشف من الأصل (PDF) في 2017-08-12.
- كيربي، جيف، " المنتدى: الآن ترى ذلك. . . الآن أنت لا - اتجاه مرضي بين علماء الفلك "، العالم الجديد ، 24 فبراير 1990
- كوالسكي، لودفيك، " العلوم المرضية " (قصة أشعة ن). جامعة ولاية مونتكلير، أبر مونتكلير، نيو جيرسي
- Langmuir ، I. و RN Hall. " العلوم المرضية ". ندوة في مختبر أبحاث الربوة، 18 ديسمبر 1953.
- لانجموير، ايرفينغ، وروبرت هول. «العلوم المرضية». الفيزياء اليوم 42 (10): 36-48. عام 1989.
- تورو، نيكولاس ج. " نحو نظرية عامة في علم الأمراض ". 21stC : العدد 3.4 العلوم الغريبة .
- ويلسون، جيمس ر. " عنوان رسالة الدكتوراه الرئيسية: السلوك، سوء السلوك، وعلوم شحن البضائع ". قسم الهندسة الصناعية، جامعة ولاية كارولينا الشمالية. رالي، نورث كارولينا.
- وين، ب. " جي. ج. باركلا وظاهرة جي: دراسة حالة لمعاملة الانحراف في الفيزياء "، الدراسات الاجتماعية للعلوم ، المجلد 6، 1976، ص.   307-4 (ملخص)